# Aleiodes vicinus
Aleiodes vicinus är en stekelart som först beskrevs av Papp 1977.  Aleiodes vicinus ingår i släktet Aleiodes och familjen bracksteklar. Inga underarter finns listade i Catalogue of Life.